# Pandanus rex
Pandanus rex är en enhjärtbladig växtart som beskrevs av Benjamin Clemens Masterman Stone. Pandanus rex ingår i släktet Pandanus och familjen Pandanaceae.
Artens utbredningsområde är Papua Nya Guinea. Inga underarter finns listade.